# یواس‌اس شامپیون (ام‌سی‌ام-۴)
یواس‌اس شامپیون (ام‌سی‌ام-۴) (به انگلیسی: USS Champion (MCM-4)) یک کشتی است که طول آن ۲۲۴ فوت (۶۸ متر) می‌باشد. این کشتی در سال ۱۹۸۹ ساخته شد.